# Roberts Blossom
Roberts Scott Blossom (ur. 25 marca 1924 w New Haven, zm. 8 lipca 2011 w Santa Monica) – amerykański aktor, reżyser teatralny i poeta.

## Kariera
Karierę rozpoczynał w 1950 od występów teatralnych. W 1960 założył awangardową grupę teatralną Filmstage. Przez lata ten wysoki, wychudzony i posiwiały aktor filmowy i telewizyjny cieszył się znaczącą popularnością na nowojorskiej scenie, zarówno jako aktor i reżyser. Roberts Blossom wyróżniał się dbałością o najmniejsze szczegóły, wystawiał przekonujące przedstawiania o zepsutych staruszkach, nierozgarniętych wieśniakach i miłych ekscentrykach. Sam Steven Spielberg dostrzegł jego wysokiej jakości kreacje i zaangażował do kilku swoich pamiętnych filmów, takich jak: Na zawsze (1989) i Bliskie spotkania trzeciego stopnia (1977), gdzie gra pozornie zwariowanego wiejskiego entuzjastę UFO. Roberts Blossom grał także u kilku innych znanych reżyserów m.in. Dona Siegela – Ucieczka z Alcatraz, Johna Carpentera – Christine, Martina Scorsese – Ostatnie kuszenie Chrystusa.
Młodsza widownia zna go przede wszystkim z filmu Kevin sam w domu (1990), gdzie zagrał pozornie groźnego sąsiada tytułowego Kevina oraz westernu Szybcy i martwi (1995). Jednym z jego niewielu filmów w którym wystąpił w roli głównej jest horror Deranged (1974), gdzie wciela się w postać Ezra Cobba, farmera który zabija i wypycha okolicznych mieszkańców. W Wielkim Gatsby (1974) pojawił się w małej roli ojca samego Roberta Redforda.
Gościnnie wystąpił w kilkunastu serialach telewizyjnych takich jak m.in.: Opowieści z ciemnej strony, Niesamowite historie, Strefa mroku, Na wariackich papierach, Przystanek Alaska, Szpital Dobrej Nadziei.
W 2000 James Brih Abee zrealizował o nim film dokumentalny pt. Full Blossom: The Life of Poet/Actor Roberts Blossom.

## Życie prywatne
W 1999 Roberts Blossom wycofał się z życia publicznego i przeszedł na emeryturę. Zamieszkał w Kalifornii, gdzie pisał poezję. Z żoną Beverly Schmidt, z którą się rozwiódł, miał dwoje dzieci, córkę Debbie i syna Michaela.
Zmarł z przyczyn naturalnych w swoim domu w Santa Monica. Miał 87 lat.

## Najważniejsze role
- 1999: Balonowa farma jako Weasel Mayfield
- 1995: Szybcy i martwi jako Doc Wallace
- 1993: Cios w serce jako Gus Meyer
- 1991: Śmierć przy wodospadzie jako Hals Johnson
- 1991: Doktor Hollywood jako sędzia Evans
- 1990: Kevin sam w domu jako Marley
- 1989: Na zawsze jako Dave
- 1988: Ostatnie kuszenie Chrystusa jako Stary mistrz
- 1985: Zwariowałem dla ciebie jako dziadek
- 1984: Punkt zapłonu jako Amarillo
- 1983: Reuben, Reuben jako Frank Spofford
- 1983: Christine jako George LeBay
- 1982: Johnny Belinda jako John McAdam
- 1981: Rodzinne spotkanie jako Phil King
- 1980: Zmartwychwstanie jako John Harper
- 1979: Ucieczka z Alcatraz jako Chester „Doc” Dalton
- 1977: Bliskie spotkania trzeciego stopnia jako farmer
- 1974: Wielki Gatsby jako pan Gatz, ojciec Jaya Gatsby'ego
- 1974: Deranged jako Ezra Cobb
- 1972: Rzeźnia nr 5 jako „Dziki” Bob Cody
- 1971: Szpital jako Guernsey
- 1959: Our Town jako Simon Stimson